# Вільнотарасівська сільська рада
| Вільнотарасівська сільська рада — орган місцевого самоврядування у Білоцерківському районі Київської області з адміністративним центром у с. Вільна Тарасівка. Історична дата утворення: в 1921 році. Сільській раді підпорядковані населені пункти: - с. Вільна Тарасівка - с. Володимирівка - с. Гайок |

## Склад ради
Рада складається з 16 депутатів та голови.

### Керівний склад ради
| ПІБ                     | Основні відомості                                            | Дата обрання | Дата звільнення |
| ----------------------- | ------------------------------------------------------------ | ------------ | --------------- |
| Костина Ольга Василівна | Сільський голова, 1963 року народження, освіта, позапартійна | 26.03.2006   | 31.10.2010      |

Примітка: таблиця складена за даними джерела